# Frankensteins Haus
Frankensteins Haus (Originaltitel House of Frankenstein) ist ein US-amerikanischer Horrorfilm der Universal Studios aus dem Jahr 1944 und kombiniert erstmals die Monster aus Universals erfolgreichsten Filmen. Lon Chaney jun. spielte erneut den unglücklichen Wolfsmenschen Larry Talbot, John Carradine schlüpfte in die Rolle des Grafen Dracula und Glenn Strange übernahm den Part von Frankensteins Monster.
Einer der Werbeslogans lautete: „THE DEVIL’S BROOD! All the Screen’s Titans of Terror – Together in the Greatest of All SCREEN SENSATIONS!“

## Handlung
In einer stürmischen Nacht gelingt dem wahnsinnigen Wissenschaftler Dr. Gustav Niemann zusammen mit seinem buckligen Gehilfen Daniel die Flucht aus dem Gefängnis. Dr. Niemann will in seine Heimatstadt Visaria zurückkehren, wo er einst nach den Lehren des berüchtigten Baron Frankenstein experimentiert hat, um an denen, die ihn ins Gefängnis gebracht haben, Rache zu nehmen.
Niemann und Daniel schließen sich zunächst dem fahrenden Gruselkabinett des Schaustellers Lampini an. Der Höhepunkt in Lampinis Gruselschau ist das echte Skelett des Grafen Dracula, in dessen Brustkorb noch immer der Pfahl steckt, der ihn vor Jahren vernichtet hat. Dr. Niemann tötet Lampini und reist unter dessen Namen nach Reigelberg. In Reigelberg angekommen, beginnt Dr. Niemann mit seinen Racheplänen. Zunächst erweckt er Graf Dracula wieder zum Leben und hetzt ihn auf Bürgermeister Hussmann, der damals den Prozess gegen ihn geführt hat. Danach bringt der Fürst der Vampire Hussmanns Enkelin Rita unter seinen Einfluss und will sie zu seiner Braut für die Ewigkeit machen. Allerdings kommen ihm Ritas Ehemann Karl und die Polizei unter Inspektor Arnz auf die Schliche und es kommt zu einer dramatischen Verfolgungsjagd per Pferdekutsche. Draculas Kutsche überschlägt sich in einer scharfen Kurve und sein Sarg wird herausgeschleudert. Gerade als er sich in seine Ruhestätte zurückziehen will, geht am Horizont die Sonne auf und der Graf löst sich auf. Nur sein Skelett und sein Siegelring bleiben zurück.
Dr. Niemann, der das Geschehen beobachtet hat, sieht sich genötigt, die Verwirklichung seines lang gehegten Traumes zu beschleunigen: er will das Werk Frankensteins vollenden. Bei der Fahrt zum Dorf Frankenstein treffen sie auf das Zigeunermädchen Ilonka, in das sich Daniel unsterblich verliebt, seine Hässlichkeit jedoch hindert sie daran, mehr als nur freundschaftliche Gefühle für ihn zu empfinden.
Niemann und Daniel suchen die Überreste von Schloss Frankenstein auf. Unter den Kellergewölben befindet sich eine weiträumige Gletscherhöhle. Dort finden sie, eingefroren in zwei Eisblöcken, Frankensteins Ungeheuer und den Wolfsmenschen Lawrence Talbot. Niemann und Daniel tauen die beiden auf und nehmen sie mit. Obwohl Talbot von dem Gedanken an Selbstmord erfüllt ist, kann Niemann ihn zur Mitarbeit überreden, indem er ihm verspricht, ihn vom Fluch des Werwolfs zu befreien. Von dem melancholischen Talbot dagegen ist Ilonka fasziniert und sucht beständig seine Nähe, was Daniels Eifersucht gefährlich schürt.
Niemann begibt sich mit Talbot, Daniel und Ilonka in sein altes Laboratorium in Visaria und beginnt mit den Vorbereitungen Frankensteins Ungeheuer wieder mit Energie aufzuladen. Um seine Rache zu vollenden, entführt er die verbliebenen zwei Beteiligten von seiner damaligen Verurteilung zwecks Gehirntransplantation. Als Werwolf tötet Talbot einen weiteren Bewohner.
Talbot glaubt inzwischen nicht mehr daran, dass Niemann ihm wirklich helfen will. Eine silberne Kugel ins Herz, abgefeuert von jemandem der ihn wirklich liebt, würde ihm die Erlösung bringen. Ilonka, die ihn von Herzen liebt, beginnt mit dem Anfertigen einer Silberkugel. Die Nacht bricht herein und der Vollmond geht auf. Talbot wird wieder zum Werwolf und stürzt sich auf Ilonka. Sie hat die silberne Kugel inzwischen fertig und schießt, bevor sie selbst stirbt, genau in Talbots Herz. Tödlich getroffen bricht der Wolfsmensch zusammen und nimmt wieder seine menschliche Gestalt an.
Inzwischen hat Niemann Frankensteins Kreatur wieder erweckt. Gleichzeitig rotten sich aber die Bewohner von Visaria mit Mistgabeln und Fackeln bewaffnet zusammen, da sie bei der Suche nach dem Werwolf die flackernden Lichter in den Laborfenstern des wahnsinnigen Wissenschaftlers bemerkt haben. Daniel, der die tote Ilonka gefunden hat, macht Dr. Niemann verantwortlich und geht auf ihn los. Die Kreatur, die ihrem Erwecker zu Hilfe kommt, schleudert Daniel aus dem Fenster in den Tod.
Die Bewohner von Visaria dringen in Niemanns Labor ein und treiben das Monster, das Dr. Niemann noch immer ausweglos festhält, in den Sumpf. Dort versinkt das Ungetüm gemeinsam mit dem verrückten Doktor im Treibsand.

## Kritiken
„Trotz seiner Starbesetzung und der Rückkehr Karloffs war der Film der albernste und langweilgste der gesamten Reihe. Mit seiner systematischen Abfolge von Horrorklischees kam er der Vereinheitlichungspraxis von “B”-Western sehr nahe und er besaß nicht einmal die Art von bravourösem Dialog, der ihm einen pseudo-gotischen Anstrich hätte verleihen können.“

## Fortsetzungen
Frankensteins Haus sollten noch zwei weitere Fortsetzungen folgen, darunter die Komödie Abbott & Costello treffen Frankenstein, für die Stars wie Lon Chaney jun., Bela Lugosi und Glenn Strange ihre Paraderollen als Wolfsmensch, Dracula und Frankensteins Monster parodieren und die gleichzeitig den Abschluss der Frankenstein-Reihe von Universal bildet.
- 1945: Draculas Haus, Regie: Erle C. Kenton, Hauptrolle: Lon Chaney jun., John Carradine, Onslow Stevens und Glenn Strange als Kreatur.
- 1948: Abbott & Costello treffen Frankenstein, Regie: Charles Barton, Hauptrolle: Abbott & Costello, Lon Chaney jun., Bela Lugosi und Glenn Strange als Kreatur.

## DVD-Veröffentlichung
Frankensteins Haus ist in der The Monster Legacy DVD Collection erstmals in deutscher Sprache erhältlich. Die DVD-Kollektion enthält unter anderem die komplette Frankenstein-Reihe von Universal.
- The Monster Legacy DVD Collection, 14. Oktober 2004, Universal Pictures

## Sonstiges
- Trotz des irreführenden Titels Frankensteins Haus taucht im gesamten Film erstmals keine Person namens Frankenstein auf.
- Bela Lugosi wurde bei der Besetzung des Grafen Dracula übergangen, teilweise weil das Studio mit seiner Darstellung des Monsters in Frankenstein trifft den Wolfsmenschen unzufrieden war und die Verantwortlichen sich genötigt sahen, seine sämtlichen Dialogszenen herauszuschneiden.
- Ursprünglich sollte auch die Mumie Kharis, ein weiteres „Universal-Monster“ im Film auftauchen. Die Idee wurde aber aus Kostengründen wieder verworfen.
- Der Film hatte den Arbeitstitel The Devil’s Brood und verfügte über ein Budget von 354.000 US-Dollar sowie eine, für Universal-Standards sehr großzügige Drehzeit von dreißig Tagen. Boris Karloff erhielt ein Honorar von 20.000 Dollar, Lon Chaney jun. bekam für seinen dritten Auftritt als Werwolf die etwas geringere Gage von 10.000 Dollar und John Carradine und J. Carrol Naish erhielten jeweils 7000 US-Dollar. Lionel Atwill bekam 1750 - und George Zucco 1500 US-Dollar. Glenn Strange erhielt für seine Darstellung von Frankensteins Monster 500 US-Dollar.
- Glenn Strange war der vierte Darsteller, der in die Maske von Frankensteins Ungeheuer schlüpfte. Boris Karloff, der seinerzeit das „Original-Monster“ spielte und als Dr. Niemann ebenfalls in Frankensteins Haus auftrat, gab Strange wertvolle Tipps, wie die Kreatur am besten zu spielen sei.
- Der Name des Dorfes, wo die Ruine von Dr. Ludwig Frankensteins Sanatorium aus Frankenstein kehrt wieder steht, ist in diesem Film als „Visaria“ benannt anstatt „Vasaria“.